# Требинє (регіон)
Требинє (серб. Регија Требиње) — один з 6-ти регіонів в Республіці Сербській, що входить до складу Боснії і Герцеговини.

## Географія
Регіон Істочно-Сараєво розташований на південному сході країни. Адміністративним центром регіону є місто Требинє.
Регіон складається з 7 громад (серб. општина):
- Требинє — м. Требинє (серб. Требиње),
- Білеча — м. Білеча (серб. Билећа),
- Гацко — м. Гацко,
- Любинє — м. Любинє (серб. Љубиње),
- Берковичі — с. Берковичі (серб. Берковићи),
- Невесинє — м. Невесинє (серб. Невесиње),
- Істочні-Мостар — с. Зімлє.

Окрім цього, виділяють Требинсько-Фочанський регіон (серб. Требињско-фочанска регија), до якого відносять також ряд громад регіону Істочно-Сараєво, а саме громаду Калиновик і всі 2 громади субрегіону Фоча (власне Фоча и Чайниче).